# 戈扬
戈扬（1916年—2009年1月18日），原名树佩华，曾用名树顺贞，别有笔名洛人、佩士，江苏海安人，中国记者。她与杨刚、浦熙修、彭子冈一起被称为“中共新闻界四大花旦”。

## 生平
1935年参加中国共产党外围组织。1937年毕业于江苏镇江师范学校。同年参加战地救亡工作。曾参加台儿庄战役。历任《贵州日报》记者，新四军新华支社主任、新华分社社长，新华社华中分社副主任、华东总分社副总编辑，新华社上海分社社长，上海《解放日报》驻京办事处主任，《新观察》主编。
1958年被划为右派，自此至文化大革命中，前后下放劳动改造21年。
1978年被平反后再度主持《新观察》，在1980年代中国改革中颇有影响。

1989年4月22日在人民大会堂参加完胡耀邦追悼会后应邀赴美参加五四运动七十周年活动。在美国听说北京戒严、军队开枪镇压学生的消息以后，她宣布退党。她宣告说：
|  | 我们当年参加的共产党，不是现在的这个党。我要和这个镇压人民的党决裂。 |

1999年她總結自己的經驗说：
|                                                   | 共產黨已同一個邪教差不多，是不可以信賴的、不可以和它靠近的。否則，多好的人，也會變壞。 |
| ——《紅塵不堪回首看》，《開放雜誌》1999年9月號專訪 |                                                                                        |

六四清場後她被陈希同在报告中点名，称为动乱分子。此后她定居美国，后归化美国公民。2002年9月，在纽约曼哈顿移民局法庭与司马璐结婚。
2009年1月18日凌晨，戈扬在纽约法拉盛医院病逝。